# بروكلوربيرازين
بروكلوربيرازين (بالإنجليزية: Prochlorperazine) هو دواء يُستعمل في علاج:
- خرف[8]
- اضطراب القلق[8]
- تقيؤ[8]
- الحالات الشقيقية

## دوره
يلعب هذا الدواء دورًا في علاج الأمراض كونه:
- مضادات الدوبامين
- مضادات الذهان
- مضاد قيء